# Liste der Kulturgüter in Gamprin
Die Liste der Kulturgüter in Gamprin enthält alle unter Denkmalschutz gestellten Objekte auf dem Gebiet der Gemeinde Gamprin im Fürstentum Liechtenstein. Grundlage ist das Verzeichnis der geschützten Kulturgüter im Fürstentum Liechtenstein, das durch das Amt für Kultur erstellt und seither laufend ergänzt wurde (Stand: 2020).

## Kulturgüter
| Foto |                                                          | Objekt                                                                             | Standort                                      | Beschreibung | Eintragung |
| ---- | -------------------------------------------------------- | ---------------------------------------------------------------------------------- | --------------------------------------------- | --- | ---------- |
| ja   | Datei hochladen                                          | Haus 177, Pfarrhaus Bendern Objekt-Nr.: 5512.0108                                  | St. Luziweg 3 (Karte)Parzelle: 249            | | 31.03.1976 |
| ja   | Datei hochladen · zugehöriges Wikidata-Objekt Q105197516 | Pfarrkirche St. Maria und 3 Glocken des alten Kirchengeläuts Objekt-Nr.: 5512.0114 | Kirchhügel Bendern (Karte)Parzelle: 251, 2623 | Die heutige Pfarrkirche wurde in den Jahren 1875–1877 nach den Plänen des Feldkircher Architekten Serafin Pümpel errichtet. | 15.03.1983 |
| ja   | Datei hochladen                                          | Pfarrstall/Altes Pfarrhaus Objekt-Nr.: 5512.0115.01                                | Kirchhügel Bendern (Karte)Parzelle: 2622      | | 31.08.1984 |
| ja   | Datei hochladen                                          | Haus 4 Objekt-Nr.: 5512.0116                                                       | Oberbendern 17 (Karte)Parzelle: 244           | Das Haus 4 hat seinen Ursprung vermutlich im 17. Jahrhundert.                                                               | 10.07.1984 |
|      | Datei hochladen                                          | Haus 7, Gasthaus Adler, samt altem Gasthausschild Objekt-Nr.: 5512.0117            | Oberbendern 27 (Karte)Parzelle: 774           | | 07.04.1987 |